# ویس ۲
ویس ۲ مربوط به عصر آهن دو،  III است و در شهرستان قروه، بخش ئیلاق، دهستان ییلاق شمالی، ۱ کیلومتری غرب روستای بلدستی واقع شده و این اثر در تاریخ ۱۴ اسفند ۱۳۸۵ با شمارهٔ ثبت ۱۷۷۷۶ به‌عنوان یکی از آثار ملی ایران به ثبت رسیده است.